# Moritz Gärtner
Moritz Gärtner (* 6. Februar 2001) ist ein deutscher Volleyballspieler.

## Karriere
Gärtner begann seine Karriere beim TSV Königsbrunn. Anschließend spielte er beim SSV Bobingen und beim Drittligisten MTV München. In der Saison 2019/20 trat der Zuspieler mit der zweiten Mannschaft der Alpenvolleys Haching in der zweiten Liga Süd an. Von dort wechselte er 2020 zum Ligakonkurrenten SV Schwaig. Im DVV-Pokal 2022/23 kam er mit Schwaig ins Viertelfinale. 2023 wurde Gärtner vom Erstliga-Aufsteiger ASV Dachau verpflichtet. In der Saison 2023/24 unterlagen die Dachauer im DVV-Pokal-Achtelfinale und verpassten als Tabellenneunter der Bundesliga-Hauptrunde die Playoffs.